# Alison Wedding
Alison Wedding (24 september 1972) is een Amerikaanse jazz- en popzangeres en singer-songwriter. Ze heeft opgetreden met onder meer Gerry Mulligan en Dianne Reeves en zong mee op plaatopnames van popartiesten, waaronder Andy Summers, voorheen lid van The Police.
Wedding studeerde aan University of North Texas. Van 2001 tot 2007 woonde ze in Australië, waar ze optrad, een paar soloplaten maakte en opnam met bijvoorbeeld Peter Knight en Mark Lockett. Daarna vestigde ze zich in New York en werkte ze mee aan opnames van onder anderen Summers en Hendrik Meurkens met Gabriel Espinosa. Ze heeft opgetreden met Mullighan, Dianne Reeves, Joe Chindamo en Bob Sedergreen. In 2012 verscheen haar album This Dance, geproduceerd door Micheal League van Snarky Puppy. Aan die plaat werkten ook Lionel Loueke, Chris Potter en Theo Bleckmann mee.
Wedding is assistent professor aan de zangafdeling van Berklee College of Music.

## Discografie

### Als leider
- The Secret (2003)[1]
- Sometimes I Feel, opgenomen in Melbourne, 20-22 december 2004[2]
- Live at the BMW Edge (2004) (in Blu-ray Disc)[3]
- This Dance, GroundUP Music/Ropeadope Records (2012)

### Als vocalist
- Andy Summers: Peggy's Blue Skylight, BMG/RCA Victor, opgenomen in Venice Beach, California (2002)[4]
- Peter Knight:  Between Two Moments, opgenomen in Australia (mei 2001)[5]
- Mark Lockett: About Time, opgenomen in Melbourne (2004)[6]
- Gabriel Espinosa: From Yucatan to Rio, opgenomen in Brooklyn, november 2008[7]
- Hendrik Meurkens+ Gabriel Espinosa[dode link] : Celebrando (april 2012) opgenomen in Brooklyn, mei 2011[8]

## Prijs
- 2004 – Best Australian Jazz Vocal Album, Australian Jazz Bell Award